# Émile Fourcand

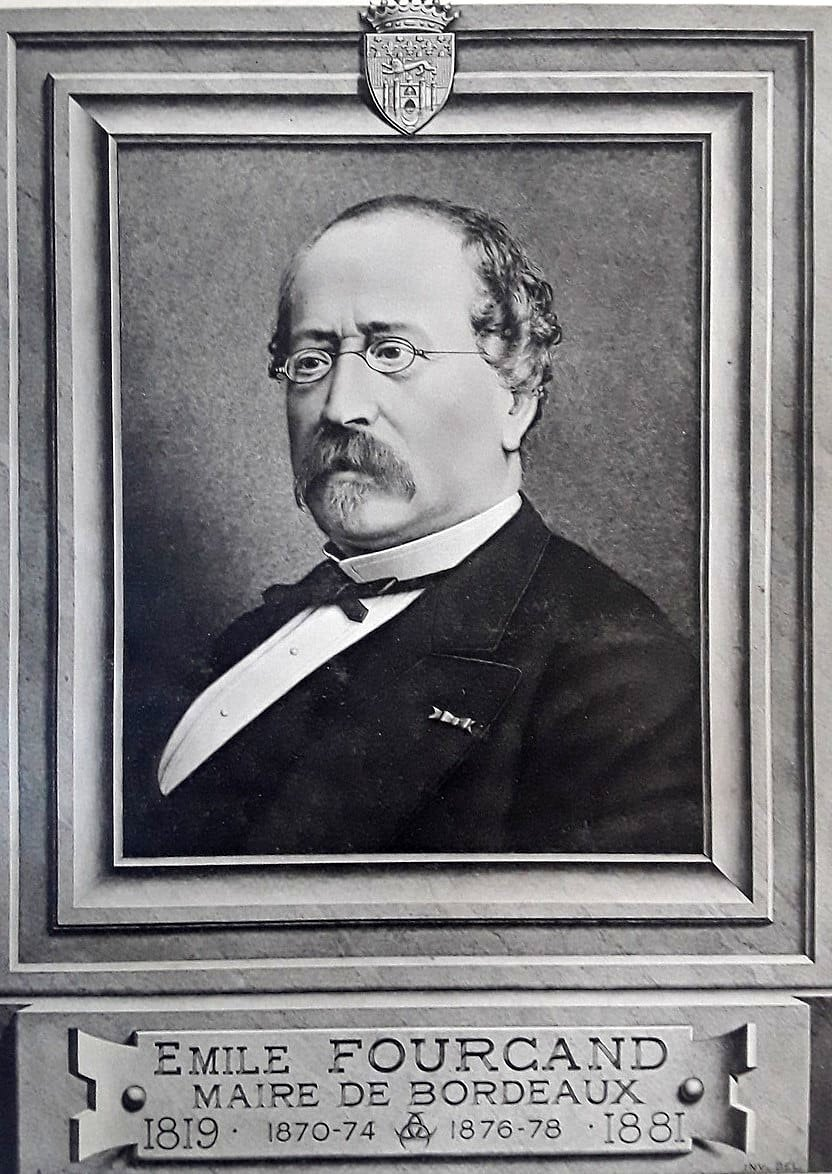
Porträt Emile Fourcand

Paul Émile Fourcand (* 14. November 1819 in Bordeaux; † 2. September 1881 in Tresses) war Politiker und Bürgermeister seiner Heimatstadt sowie seit 1875 Senator auf Lebenszeit. Zudem war er Mitglied der bedeutenden Freimaurer-Loge Bordeaux Aux Amis Réunis.

## Leben
Er ist einer von zwei Söhnen des Protestanten Antoine Paul Fourcand (1769–1855) und Pauline Monsarrat (1790–1865). Paul war Winzer und hat sich in Bordeaux niedergelassen. Ahnen der Familie lassen sich bis ins frühe 17. Jahrhundert zurückverfolgen.
Als bordelaiser Weinhändler wurde er 1861 ehrenamtlicher Richter am Tribunaux de commerce, dessen Vorsitz er von 1868 bis 1872 führte. Ab 1860 war er Mitglied des Stadtrates der Stadt Bordeaux. Im August 1870 wurde er nur wenige Tage vor dem Sturz des Kaiserreichs zum Bürgermeister von Bordeaux ernannt.  Er machte sich bei seinen Landsleuten beliebt, in dem er sich im Namen des Stadtrates von Bordeaux gegen die Stationierung von Truppen äußerte, das ihn so als Kandidat für die Nationalversammlung empfahl, die am 8. Februar 1871 stattfand. Mit 44.960 von 132.349 Stimmen kam er in die Stichwahl, bei der er am 2. Juli mit 78.965 Stimmen gewählt wurde.
Émile Fourcand gehörte in der jungen Dritten Republik Frankreichs zu den linken Republikanern und wurde von ihnen am 8. Oktober des gleichen Jahres zum Ratsmitglied des Département Gironde für den 3. Bezirk von Bordeaux gewählt, wo er eine aktive Rolle in der Diskussion zu Fragen von Handel und Industrie einnahm. Auch stimmte er gegen den Rücktritt Adolphe Thiers’. Eineinhalb Jahre später, mit der Wahl der neuen Regierung unter Albert de Broglie am 24. Mai 1873 und im Zuge der Orléanisten-Bewegung wurde Fourcand das Bürgermeisteramt entzogen, das er zum 4. Februar 1874 an seinen Nachfolger Charles Jacques Pierre Jean de Pelleport-Burète abgab. Er wurde am 14. Dezember 1875 als Kandidat der Linken im fünften Wahlgang als Senator auf Lebenszeit gewählt. Im Senat gehörte Fourcand zum linken Flügel, gehörte dort im Juni 1877 zu den Befürwortern der Auflösung der Abgeordnetenkammer und unterstützte den Liberalen Jules Dufaure. Ferner gehörte er zu den Gegnern des Artikels 7 des Gesetzes über die Hochschulbildung und für die Durchsetzung unerlaubte Versammlungen. 1876 wurde er erneut Bürgermeister von Bordeaux, um nach einem Jahr Platz für seinen Nachfolger, Albert Brandenburg, zu machen. Die Stadt Bordeaux ehrte ihn durch die Benennung der Straße, wo er wohnte, mit seinem Namen  (Lage).
1880 war er Trauzeugen bei der Hochzeit des Romanciers, Verlegers und Direktors der Zeitung L’Union Républicaine Georges Bouchon (* 1853) und Louise Marguerite Anne Faget (1858–1933).